# Аннадиф, Махамат Салех
Махамат Салех Аннадиф (фр. Mahamat Saleh Annadif; род. 25 декабря 1956, Бильтин, Французская Экваториальная Африка) — чадский политический и государственный деятель, дипломат, министр иностранных дел Чада (1997—2003 и с октября 2022), Специальный представитель Генерального секретаря ООН в ряде стран Африки (в странах Западной Африки и Сахеля с 2021).

## Биография
Арабского происхождения. Получил инженерное образование в Политехнической школе Мадагаскара.
Член Фронта национального освобождения Чада. С 1989 года работал Государственным секретарём по сельскому хозяйству страны.
В 1995—1997 годах — Генеральный директор Национального управления почты и телекоммуникаций. В 1997—2003 годах занимал пост министра иностранных дел Чада.
С 2004 года руководил администрацией Президента Идриса Деби. В апреле 2010 года был назначен генеральным секретарём президента.
В мае 2006 года стал постоянным представителем Африканского союза в Европейском союзе.
В апреле 2012 года Аннадиф был арестован по подозрению в растрате, отверг обвинения и был освобожден в июле 2013 года. С ноября 2012 года работал специальным представителем Африканского союза в Сомали и главой миссии Африканского союза в Сомали.
В декабре 2015 года Генеральный секретарь ООН Пан Ги Мун назначил Аннадифа своим специальным представителем в Мали и главой Многопрофильной комплексной миссии ООН по стабилизации в Мали.
В октябре 2022 года было сформировано переходное правительство национального единства. Салех Аннадиф назначен министром иностранных дел в правительстве премьер-министра Салеха Кебзабо.